# Élection du Conseil de sécurité des Nations unies de 2021
L'élection du Conseil de sécurité des Nations unies de 2021 a lieu mi-2021 lors de la 75e session de l'Assemblée générale des Nations unies, qui se tient au siège des Nations unies à New York. Les élections portent sur cinq sièges non permanents au Conseil de sécurité des Nations unies pour des mandats de deux ans commençant le 1er janvier 2022. Conformément aux règles de rotation du Conseil de sécurité, selon lesquelles les dix sièges non permanents du CSNU tournent entre les différents groupes régionaux dans lesquels les États membres de l'ONU se répartissent traditionnellement à des fins de vote et de représentation, les cinq sièges disponibles sont répartis comme suit :
- Deux pour le groupe africain
- Un pour le groupe Asie-Pacifique[1]. Selon la tradition, ce siège devrait être occupé par un État arabe du groupe asiatique (l'ancien membre arabe, la Tunisie, étant africain)[2].
- Un pour le groupe latino-américain et les Caraïbes
- Un pour le groupe d’Europe orientale

Les cinq membres siègent au Conseil de sécurité pour la période 2022-2023.

## Candidats

### Afrique
- Gabon[3]
- Ghana
- République démocratique du Congo[4]

### Asie-Pacifique
- Émirats arabes unis[5]

### Europe orientale
- Albanie

### Amérique latine et Caraïbes
- Brésil[6]

## Résultat
| Résultats des élections pour les groupes Afrique                     | Résultats des élections pour les groupes Afrique |
| -------------------------------------------------------------------- | ------------------------------------------------ |
| Membres                                                              | 1er tour                                         |
| Ghana                                                                | 185                                              |
| Gabon                                                                | 183                                              |
| République démocratique du Congo                                     | 3                                                |
| Résultats des élections pour les groupes Asie-Pacifique              |                                                  |
| Membres                                                              | 1er tour                                         |
| Émirats arabes unis                                                  | 179                                              |
| Résultats des élections pour les groupes Asie-Pacifique              |                                                  |
| Membres                                                              | 1er tour                                         |
| Albanie                                                              | 175                                              |
| Résultats des élections pour les groupes Amérique latine et Caraïbes |                                                  |
| Membres                                                              | 1er tour                                         |
| Brésil                                                               | 181                                              |
| Source                                                               |                                                  |

## Voir également
- Liste des membres du Conseil de sécurité des Nations unies

### Source de la traduction
- (en) Cet article est partiellement ou en totalité issu de l’article de Wikipédia en anglais intitulé « 2021 United Nations Security Council election » (voir la liste des auteurs).